# Choueifat (Líbano)
Choueifat (en árabe: الشويفات‎) es un suburbio localizado al sudeste de Beirut, Líbano y al este del Aeropuerto Internacional Rafic Hariri. La población local de la ciudad se compone mayormente de drusos y cristianos maronitas, pero en los últimos 25 años, muchos beirutíes se han trasladado allí para escapar de los altos alquileres de la capital, mientras que muchos sureños han encontrado en Choueifat una buena alternativa ante los superpoblados suburbios del sur conocidos como Dahieh.
Choueifat es laciudad natal del príncipe libanés Talal Arslan, su padre Majid Arslan, el Emir Emín Arslán y otros miembros de esa destacada familia.
El primer alcalde de la ciudad fue Nabhan Choukier, en 1893. Su alcalde en 2018 era Ziad Haidar.

## Economía
La ciudad alberga 150 fábricas, lo que la convierte en una de las mayores zonas industriales de Líbano. Choueifat solía ser muy conocida por su temporada de olivos. La mayor parte de sus tierras estaban cubiertas de olivos y solían llamarse "el desierto de Choueifat". Este recurso era una de las principales fuentes de ingresos de los aldeanos, ya que las aceitunas se vendían para comer o se convertían en aceite y jabón. 

## Educación
La institución educativa más importante de la ciudad es la Escuela Internacional de Choueifat.

## Sahra Choueifat
Un estudio del MIT realizado en 2005 por Hiba Bou Akar en el que se analizaba el acceso a una vivienda barata por parte de los chiíes que habían vivido dos desplazamientos (la guerra civil libanesa y la reconstrucción de los suburbios posterior a 1992) arrojó tres conclusiones:
En primer lugar, la compensación monetaria recibida por los ocupantes ilegales desplazados tras la guerra era, en teoría, adecuada para permitirles conseguir una vivienda legal en Beirut; sin embargo, su aplicación fue inestable y llevó a las familias a vincular sus recursos a apartamentos vacíos antes de poder mudarse a ellos. 
En segundo lugar, la intervención de los partidos políticos en la fase de indemnizaciones, así como en el mercado de la vivienda de Sahra Choueifat, consiguió que los desplazados obtuvieran mejores derechos de vivienda y tenencia, pero dio lugar a bolsas religiosas en una zona sensible desde el punto de vista religioso. Además, el uso de herramientas legales por parte de los grupos contendientes, como el voto, la zonificación y la manipulación de los servicios públicos en Sahra Choueifat, está dando lugar a la división del espacio de forma política; definiendo el espacio de un grupo y excluyendo a otros. Esto está provocando que estas familias vuelvan a trasladarse en otra tercera fase de desplazamiento, de Sahra Choueifat a suburbios más dominados por los chiíes.
La zona de Choueifat El Oumara alberga el hospital Kamal Jomblat.